# Schuricht (Orgelbauer)
Schuricht war eine Orgelbaufirma in Danzig im 19. und frühen 20. Jahrhundert.

## Orgelbauer
Carl Friedrich Schurich
Carl Friedrich Schuricht wurde am 23. Januar 1809 in Danzig geboren. Er kam zu einem unbekannten Zeitpunkt in die Orgelbaufirma von Christian Ephraim Ahrendt, dem Nachfolger von Friedrich Rudolf Dalitz in Danzig. 1831 heiratete er. Um 1832 übernahm er die Firma. Von 1834 ist ein erster Orgelneubau bekannt, von 1840 erste weitere Arbeiten. Carl Friedrich Schuricht baute auch Klaviere. Am 12. Mai 1864 starb er in Danzig.
Carl Gotthilf Schuricht
Carl Gotthilf Julius Schuricht (auch kurz Carl Schuricht) wurde am 12. August 1832 in Danzig geboren. 1864 übernahm er die Werkstatt des Vaters. Im Juni 1880 verlor er seinen Sohn Carl Conrad (* 1856), der bei einem Orgeltransport im Putziger Wiek (Danziger Bucht) ertrank. Dessen Sohn Carl Schuricht wurde ein bedeutender Dirigent. Am 24. Dezember 1890 starb Carl Gotthilf Schuricht.
Otto Heinrichsdorff
Otto Heinrichsdorff wurde 1867 in Elbing geboren. Er arbeitete zunächst bei August Terletzki in Elbing. 1886 half er bei einem Umbau in Danzig der Firma Schuricht. Heinrichsdorff heiratete eine Tochter von Carl Gotthilf Schuricht und übernahm 1890 dessen Werkstatt, als C. Schuricht Nachf. Otto Heinrichsdorff baute auch Klaviere und eröffnete 1897 eine neue Werkstatt in Danzig-Ohra, Neue Gasse 8 (15). Von 1922 sind letzte Orgelarbeiten bekannt. 1941 starb er in Danzig.

## Orgeln (Auswahl)

### Carl Friedrich und Carl Gotthilf Schuricht
Von Carl Friedrich und Carl Gotthilf Schuricht sind etwa 25 Orgelneubauten bekannt, dazu kamen Umbauten und Reparaturen, meist in Danzig und Umgebung. Ihre Instrumente galten als sehr gewissenhaft gearbeitet, aus bestem Eichenholz, das lange gelagert hatte, was bei dem feuchten und wechselhaften Klima dieser Gegend notwendig war. Sie bauten Orgeln mit mechanischen Schleifladen, die einen romantischen zurückhaltenden Klang hatten.
Einige Instrumente sind nach Umbauten und Restaurierungen erhalten.
Neubauten
| Jahr | Ort                          | Gebäude                                                                  | Bild | Manuale | Register | Bemerkungen                                                                                 |
| ---- | ---------------------------- | ------------------------------------------------------------------------ | ---- | ------- | -------- | ------------------------------------------------------------------------------------------- |
| 1834 | Wernersdorf (Pogorzała Wieś) | Kirche                                                                   |      | I/P     | 16       | erste bekannte Arbeit                                                                       |
| 1850 | Karthaus (Kartuzy)           | Katholische Kirche, ehemals Klosterkirche                                |      | I/P     | 14       | nach Umbauten erhalten                                                                      |
| 1865 | Lippusch (Lipusz)            | Evangelische Kirche                                                      |      | I/P     | 8        | oder II/P, 17?                                                                              |
| 1867 | Lippusch (Lipusz)            | Katholische Kirche                                                       |      | II/P    | 18       |                                                                                             |
| 1874 | Reichenberg (Rychemberk)     | Kirche                                                                   |      | I/P     | 14       |                                                                                             |
| 1874 | Danzig (Gdańsk)              | St. Brigitten                                                            |      | III/P   | 37       | unter Verwendung von Teilen der historischen Vorgängerorgel, 1994/95 ersetzt durch Kamiński |
| 1880 | Schwarzau (Swarcewo)         | Kirche, heute Sanktuarium der Gottesmutter Königin des polnischen Meeres |      | II/P    | 16       | seit 1996 Restaurierungen, erhalten                                                         |

Weitere Arbeiten
- 1840: Danzig, St. Marien, große und kleine Orgel, Reparaturen
- 1886/1889: Danzig, St. Peter und Paul, Umbau, seit 1890 fertiggestellt von August Terletzki (III/P, 40)

### Otto Heinrichsdorff
Von Otto Heinrichsdorff sind etwa 15 Orgelneubauten bekannt, dazu kamen Umbauten und Reparaturen, meist in Danzig und dessen Umgebung. Otto Heinrichsdorff baute meist Instrumente mit mechanischen Kegelladen,  bei einigen Umbauten setzte er pneumatische Trakturen ein.
Einzelne Instrumente sind nach Umbauten und Restaurierungen
erhalten.
Neubauten
| Jahr      | Ort                  | Gebäude        | Bild | Manuale | Register | Bemerkungen                                                          |
| --------- | -------------------- | -------------- | ---- | ------- | -------- | -------------------------------------------------------------------- |
| 1904–1905 | Letzkau              | Kirche         |      | I       | 7        | ersetzte Nitrowski-Orgel                                             |
| 1910      | Danzig-Altschottland | Kirche         |      | II/P    | 22?      |                                                                      |
| 1912      | Danzig               | St. Elisabeth  |      | II/P    | 23       |                                                                      |
| 1914–1916 | Danzig               | St. Trinitatis |      | III/P   | 57       | in historischem Gehäuse mit Verwendung von Teilen der Vorgängerorgel |

Weitere Arbeiten
- 1911: Danzig, Große Synagoge, pneumatischer Umbau (III/P, 40)